# حشره‌خوار کوتوله آفریقای غربی
 حشره‌خوار کوتوله آفریقای غربی (نام علمی: Crocidura obscurior) نام یک گونه از سرده حشره‌خوارهای دندان‌سفید است.